# Мария Тьорьок
Мария Тьорьок (на унгарски: Török Mária) е унгарски психоаналитик.

## Биография
Родена е на 10 ноември 1925 г. в Будапеща, Унгария. През 1947 г. напуска Унгария и заживява в Париж. Завършва психология в Сорбоната през 50-те години. След това се среща с Николас Абрахам и решава да започне анализа. Става психоаналитик и член на Парижкото психоаналитично общество. Умира на 25 март 1998 г. в Ню Йорк.

## Научна дейност
Тьорьок е най-известна с идиосинкретичните си приноси към психоаналитичната теория, много от които са в съавторство с Николас Абрахам. Нейните работи, самостоятелни или с Абрахам, развиват идеята за криптонимията, подсказвайки, че анаграмите, омофоните, римите, каламбурите и други игри с думи или звук, изразяват определени несъзнателни желания на пациентите, заобикаляйки по този начин лингвистичната цензура на психиката.
Нейните работи в английски превод включват „Магическата дума на човека вълк: Криптонимия и Черупка и сърцевина“ (The Wolf Man's Magic Word: A Cryptonymy и The Shell and the Kernel: Renewals of Psychoanalysis).

## Творчество

### Болестта на траура
В статията си от 1968 г. „The Illness of Mourning and the Fantasy of the Exquisite Corpse“, (Болестта на траура и фантазията на изящния труп), Тьорьок използвайки идеите на Мелани Клайн хвърля нов поглед по въпросите за интроекцията и инкорпорацията така както са разгледани от Шандор Ференци. Тя разграничава интроекцията като процес, който позволява на Егото да бъде обогатено с инстинктивните черти на обекта-удоволствие, от инкорпорацията като фантазмен механизъм, който позиционира отказания или забранения обект вътре'. Тьорьок твърди, че при 'невъзможен или отказан траур ...изправен пред слабостта на процеса на интроекция (постепенен, бавен, трудоемък, посреднически, ефективен), инкорпорацията е единствения избор: фантазна, неопосредствена, моментална, магическа, понякога халюцинативна'.
Тьорьок разгледа как в „еротичните ритуали на траура...се очертава контурът на една сантиментална болест“ – нещо направено, което се „изявява в еротично заредените fantasmes du cadavres exquis [„фантазъм на изящния труп“] чрез които [мъжете] обединяват в едно жените и желанието за гроба.“. Тя подчертава как хората в траур се „фиксират върху обектите като репрезентации на загубата и желанието за гроба“, принудени от „усещането за непоправим грях: грях да бъдеш хванат в момент на либидално препълване в най-малко подходящия момент, момент на скръб и оставяне на отчаянието.“.
Резултатът е, че траура става болест или невъзможното тъгуване за обичния, подсилено от фантазията за инкорпорация или тайна идентификация с изгубения обект на любовта: форма на „магия за възстановяване на изгубения удоволствен обект и да компенсират за липсващата интроекция. Включването служи за отричане на загубата, когато тя е неизразима'.

### Криптата и фантома
Тьорьок развива идеите си за криптата и фантома вътре в човека. 'Явлението на фантома произлиза не от завръщането на изтласканото, а от криптното включване на Другия, в лицето на което болестта на траура и работата на траура не могат да влязат в сила'. Трансгенерационният фантом или „действието на призрака в несъзнаваното“ означава, че ефекта на семейните тайни се предава през поколенията: '„фантомът“ е формация в динамичното несъзнавано, която се открива там не поради собственото изтласкване на субекта, а поради пряката съпричастност с несъзнаваното или с потиснатата психична материя на родителския обект'...[което] ни най-малко не е продукт на субекта'.
В егото криптата репрезентира погребването на неизразимия жив срам: 'Когато някой не може да разпознае тъгата, травма и всички емоции, които те провокират се намира в гробница. Криптата е резултат от срамна споделена тайна.' – споделена с изгубения любовен обект. 'Крипти се създават само тогава, когато срамната тайна е действието на любовния обект и когато обекта също функционира за субекта като его идеал'.
Такова консервирано изтласкване се случва чрез разцепване на егото, като се създава „разделение между „конститутивно [т.е. динамично] изтласкване“ видно при хистеричните и „консервирано изтласкване“ специфично за криптофорите.“.
Резултатът е създаване на изглеждащи като призрак тайни в семейството, неизказани, но показващи така нареченото криптно поведение, чрез невербална парареч и понякога като човек бъде инкорпориран материално в обектите от къщата.

### Травма
Нейните трудове, самостоятелни и в съавторство с Абрахам отварят ново място за идеята за травмата в психоаналитичното мислене и практика и развиват идеята за криптонимията – предполагайки, че анаграмите, омофоните, римите, игрите на думи и други думи и звуци на пациентите изразяват определени 'несъзнавани желания, заобикалящи лингвистичната цензура на ума'.

### Психоаналитична теория
След публикацията на том със събраните ѝ клинични есета Тьорьок 'очертава ново поле в историческо и теоретично изследване свързано с психогенезата на Фройдовата психоанализа – работа, която намира своята кулминация в издадената посмъртно книга Въпроси за Фройд.
'Ако теориите на Фройд създават защитна кора около интуицията му, като същевременно я скриват и разкриват, какво представлява истинското ядро? Защото ядрото, невидимо, но активно, придава значението си на цялата конструкция. Това ядро, активният принцип на психоаналитичната теория, няма да се прояви освен ако всички очевидни противоречия не са открили обяснението си'. В съответствие с предпочитанието на Тьорьок към Ференци спрямо Фройд тя смята, че всъщност 'Фройд носи крипта вътре в себе си...метапсихологически фантом '.

### Общи положения
Мария Тьорьок е отдадена на идеята за психоанализа с човешко лице. Отнасяйки се до творческата новаторска работа на Фройд, без непременно да оправдава грешките му или неговите пропуски, приоритета ѝ е винаги клиничен: приемането на човешкото същество във всички човешки стремежи и страдания.. Дълго засенчена от преувеличено медийно отразяване на феномена на Лакан, мисълта на Мария Тьорок бавно набира сила в Европа. Приносите на Мария Тьорьок са взети и продължени от много психоаналитици във Франция – сред тях Юдит Дюпон, Паскал Хаше, Люсиен Мелес, Клод Начин, Барбро Силван, Саверио Томазела и Серж Тисерон. На английски език са преведени The Wolf Man's Magic Word: A Cryptonymy (Магическата дума на Човека-вълк:Криптонимия) и The Shell and the Kernel: Renewals of Psychoanalysis (Кора и ядро, също и в български превод).
„Концепцията на психоанализата на Николас Абрахам и Мария Тьорьок се разпростира до целия обхват на възможните психични фиксации, нещо, което намалява относителната значимост на конфликтите и инстинктивните изтласквания в детството, докато увеличава тази на травматичните преживявания, индивидуални и колективни, които могат да се появят във всяка възраст'.